# 박지용
박지용(1983년 5월 28일 ~ )은 대한민국의 축구 선수로서 포지션은 수비수이다.
2011년 K리그 승부조작 사건에 연루되어 한국프로축구연맹으로부터 영구제명 처분을 받았다.